# Festival di Berlino 2016

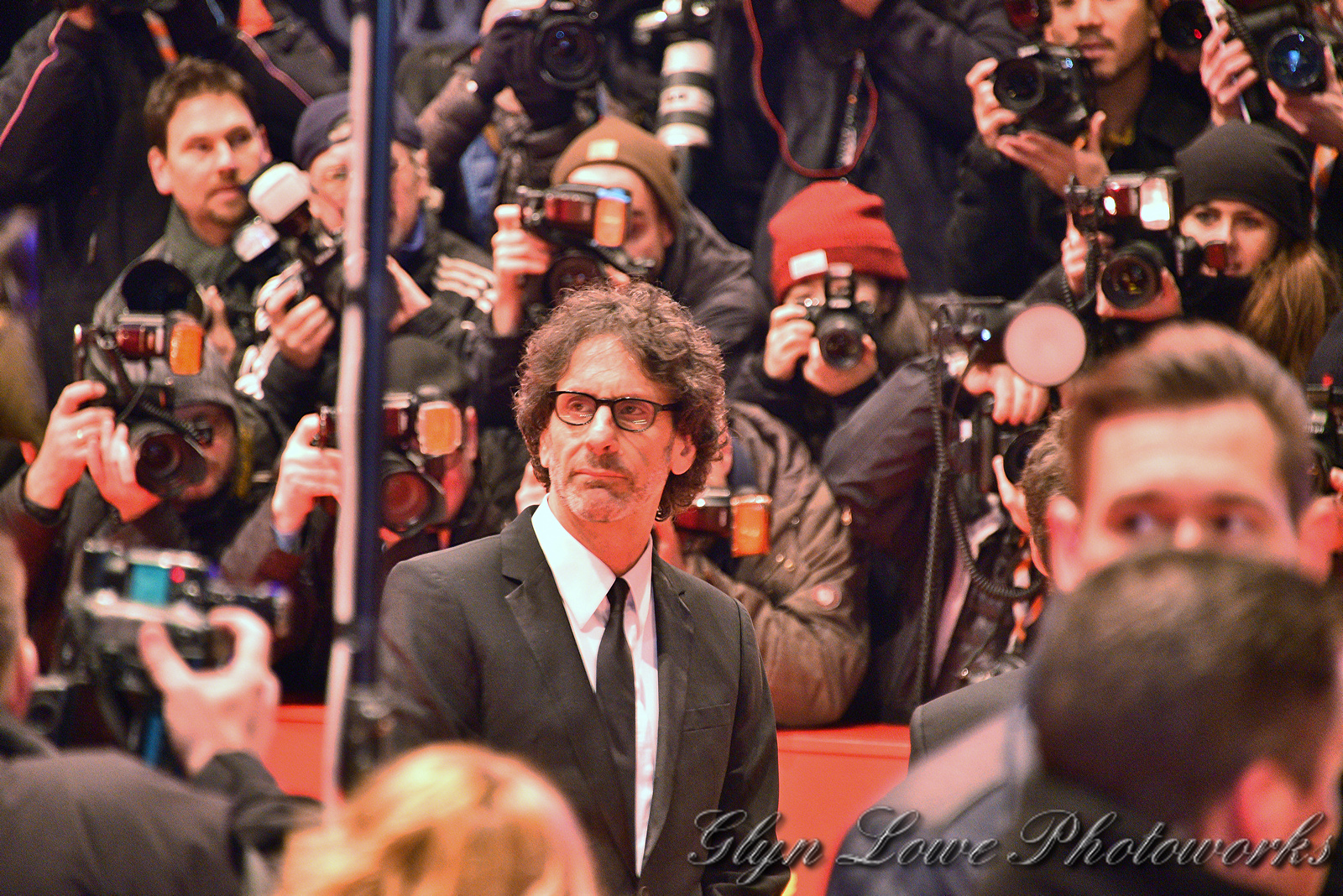
Il regista Joel Coen alla première del film di apertura Ave, Cesare!.

La 66ª edizione del Festival internazionale del cinema di Berlino si è svolta a Berlino dall'11 al 21 febbraio 2016, con il Theater am Potsdamer Platz come sede principale. Direttore del festival è stato per il quindicesimo anno Dieter Kosslick.
L'Orso d'oro è stato assegnato al film documentario italiano Fuocoammare di Gianfranco Rosi.
L'Orso d'oro alla carriera è stato assegnato al direttore della fotografia Michael Ballhaus, al quale è stata dedicata la sezione "Homage", mentre la Berlinale Kamera è stata assegnata al produttore e distributore Ben Barenholtz, all'attore e regista Tim Robbins e alla distributrice ed esercente Marlies Kirchner.
Il festival è stato aperto dal film fuori concorso Ave, Cesare! di Joel ed Ethan Coen.
La retrospettiva di questa edizione, intitolata "Germany 1966 – Redefining Cinema", è stata dedicata ai cineasti tedeschi che all'inizio degli anni sessanta con il cosiddetto Oberhausener Manifest  gettarono le basi per la nascita del Nuovo cinema tedesco.
I lutti che nel periodo immediatamente precedente il festival hanno colpito il mondo del cinema hanno portato ad aggiungere alcune proiezioni speciali al programma per rendere tributo a David Bowie (L'uomo che cadde sulla Terra di Nicolas Roeg), Ettore Scola (Ballando ballando) e Alan Rickman (Ragione e sentimento di Ang Lee).

## Giurie

### Giuria internazionale
- Meryl Streep, attrice (Stati Uniti) - Presidente di giuria[7]
- Lars Eidinger, attore (Germania)
- Nick James, critico cinematografico (Regno Unito)
- Brigitte Lacombe, fotografa (Francia)
- Clive Owen, attore (Regno Unito)
- Alba Rohrwacher, attrice (Italia)
- Małgorzata Szumowska, regista, sceneggiatrice e produttrice (Polonia)

### Giuria "Opera prima"
- Michel Franco, regista, sceneggiatore e produttore (Messico)[7]
- Ursula Meier, regista e sceneggiatrice (Svizzera)
- Enrico Lo Verso, attore (Italia)

### Giuria "Cortometraggi"
- Katerina Gregos, scrittrice, curatrice e lettrice (Grecia)[7]
- Sheikha Hoor Al-Qasimi, artista, lettrice e direttrice della Sharjah Art Foundation (Emirati Arabi Uniti)
- Avi Mograbi, regista e sceneggiatore (Israele)

### Giurie "Generation"

#### Kinderjury/Jugendjury
Gli Orsi di cristallo sono stati assegnati da due giurie nazionali, la Kinderjury per la sezione "Kplus" e la Jugendjury per la sezione "14plus", composte rispettivamente da undici membri di 11-14 anni e sette membri di 14-18 anni selezionati dalla direzione del festival attraverso questionari inviati l'anno precedente.

#### Giurie internazionali
Nelle sezioni "Kplus" e  "14plus", il Grand Prix e lo Special Prize sono stati assegnati da due giurie internazionali composte, rispettivamente, dalla regista e sceneggiatrice Anne Kodura (Germania), l'attore, regista e sceneggiatore Nagesh Kukunoor (India) e Kathy Loizou (Regno Unito), direttrice della Children's Media Conference, e dal regista Sam de Jong (Paesi Bassi), il regista e montatore Petros Silvestros (Regno Unito) e la produttrice Liz Watts (Australia).

## Selezione ufficiale

### In concorso
- 24 Weeks (24 Wochen), regia di Anne Zohra Berrached (Germania)
- Boris sans Béatrice, regia di Denis Côté (Canada)
- Cartas da Guerra, regia di Ivo Ferreira (Portogallo)
- La comune (Kollektivet), regia di Thomas Vinterberg (Danimarca, Svezia, Paesi Bassi)
- Le cose che verranno (L'avenir), regia di Mia Hansen-Løve (Francia, Germania)
- Crosscurrent (Chang jiang tu), regia di Yang Chao (Cina)
- Death in Sarajevo (Smrt u Sarajevu), regia di Danis Tanović (Bosnia-Erzegovina, Francia)
- Le donne e il desiderio (Zjednoczone stany milosci), regia di Tomasz Wasilewski (Polonia, Svezia)
- A Dragon Arrives! (Ejdeha Vared Mishavad!), regia di Mani Haghighi (Iran)
- Fuocoammare, regia di Gianfranco Rosi (Italia)
- Genius, regia di Michael Grandage (Regno Unito, USA)
- Hedi (Inhebek Hedi), regia di Mohamed Ben Attia (Tunisia, Belgio, Francia)
- Hele sa hiwagang hapis, regia di Lav Diaz (Filippine, Singapore)
- Lettere da Berlino (Alone in Berlin), regia di Vincent Pérez (Germania, Francia, Regno Unito)
- Midnight Special - Fuga nella notte (Midnight Special), regia di Jeff Nichols (USA, Grecia)
- Quando hai 17 anni (Quand on a 17 ans), regia di André Téchiné (Francia)
- Soy Nero, regia di Rafi Pitts (Germania, Francia, Messico, USA)
- Zero Days, regia di Alex Gibney (USA)

### Fuori concorso
- Ave, Cesare! (Hail, Caesar!), regia di Joel ed Ethan Coen (USA, Regno Unito)
- Chi-Raq, regia di Spike Lee (USA)
- Mahana, regia di Lee Tamahori (Nuova Zelanda)
- Des nouvelles de la planète Mars, regia di Dominik Moll (Francia, Belgio)
- Saint Amour, regia di Benoît Delépine e Gustave Kervern (Francia, Belgio)

### Cortometraggi
- Another City, regia di Pham Ngoc Lan (Vietnam)
- Bai niao, regia di Linfeng Wu (Cina, Serbia)
- Balada de um Batráquio, regia di Leonor Teles (Portogallo)
- El Buzo, regia di Esteban Arrangoiz (Messico)
- Das Águas que Passam, regia di Diego Zon (Brasile)
- Die Unzugänglichkeit der griechischen Antike und ihre Folgen, regia di Gerrit Frohne-Brinkmann e Paul Spengemann (Germania)
- Estate, regia di Ronny Trocker (Francia, Belgio, Italia)
- Freud und Friends, regia di Gabriel Abrantes (Portogallo, Svizzera)
- He Who Eats Children, regia di Ben Russell (USA)
- Hopptornet, regia di Axel Danielson e Maximilien van Aertryck (Svezia)
- In the Soldier's Head, regia di Christine Rebet (USA, Francia)
- Jin zhi xia mao, regia di Wei Liang Chiang (Taiwan, Singapore)
- Kaputt, regia di Alexander Lahl e Volker Schlecht (Germania)
- Love, regia di Réka Bucsi (Ungheria, Francia)
- A Man Returned, regia di Mahdi Fleifel (Regno Unito, Danimarca, Paesi Bassi, Libano)
- Moms on Fire, regia di Joanna Rytel (Svezia)
- Los murmullos, regia di Rubén Gámez e Carlos Velo (Messico)
- Nimit luang, regia di Pimpaka Towira (Thailandia)
- Notre héritage, regia di Jonathan Vinel (Francia)
- Oustaz, regia di Bentley Brown (Ciad, Arabia Saudita)
- Personne, regia di Christoph Girardet e Matthias Müller (Germania)
- Reluctantly Queer, regia di Akosua Adoma Owusu (Ghana, USA)
- Six Cents in the Pocket, regia di Ricky D'Ambrose (USA)
- Tsomet Haruhot, regia di Rotem Murat (Israele)
- Vintage Print, regia di Siegfried A. Fruhauf (Austria)
- Vita Lakamaya, regia di Akihito Izuhara (Giappone)

### Berlinale Special
- Ballando ballando (Le bal), regia di Ettore Scola (Francia, Italia, Algeria)
- Bedre skilt end aldrig, regia di Mette Heeno (Danimarca)
- Better Call Saul, regia di Vince Gilligan, Peter Gould e Thomas Schnauz (USA) - 2ª stagione
- Cleverman, regia di Ryan Griffen, Wayne Blair e Leah Purcell (Australia, Nuova Zelanda, USA)
- Dead Man Walking - Condannato a morte (Dead Man Walking), regia di Tim Robbins (USA, Regno Unito)
- Den allvarsamma leken, regia di Pernilla August (Svezia)
- Kurîpî: Itsuwari no rinjin, regia di Kiyoshi Kurosawa (Giappone)
- Love, Nina, regia di S.J. Clarkson (Regno Unito)
- Miles Ahead, regia di Don Cheadle (USA)
- National Bird, regia di Sonia Kennebeck (USA)
- The Night Manager, regia di Susanne Bier (Regno Unito, USA)
- A Quiet Passion, regia di Terence Davies (Regno Unito, Belgio)
- Ragione e sentimento (Sense and Sensibility), regia di Ang Lee (USA, Regno Unito)
- The Seasons in Quincy: Four Portraits of John Berger, regia di Bartek Dziadosz, Colin MacCabe, Christopher Roth e Tilda Swinton (Regno Unito)
- L'uomo che cadde sulla Terra (The Man Who Fell to Earth), regia di Nicolas Roeg (Regno Unito)
- The Writer, regia di Shay Capon (Israele)
- Where to Invade Next, regia di Michael Moore (USA)
- Yo-Yo Ma e i musicisti della via della seta (The Music of Strangers), regia di Morgan Neville (USA)

### Panorama
- 1 Berlin-Harlem, regia di Lothar Lambert e Wolfram Zobus (Germania Ovest)
- Aloys, regia di Tobias Nölle (Svizzera, Francia)
- Anders als die Andern, regia di Richard Oswald (Germania)
- Antes o Tempo Não Acabava, regia di Sergio Andrade e Fábio Baldo (Brasile, Germania)
- Aquí no ha pasado nada, regia di Alejandro Fernández Almendras (Cile, USA, Francia)
- Auf Einmal, regia di Asli Özge (Germania, Paesi Bassi)
- Before Stonewall, regia di Greta Schiller (USA)
- Die Betörung der blauen Matrosen, regia di Tabea Blumenschein e Ulrike Ottinger (Germania Ovest)
- Brüder der Nacht, regia di Patric Chiha (Austria)
- Crazy Dirty Cops (War on Everyone), regia di John Michael McDonagh (Regno Unito)
- Curumim, regia di Marcos Prado (Brasile)
- Don't Blink - Robert Frank, regia di Laura Israel (Canada, Francia, USA)
- Dupe od mramora, regia di Želimir Žilnik (Repubblica Federale di Jugoslavia)
- Europe, She Loves, regia di Jan Gassmann (Svizzera, Germania)
- Gendernauts - Eine Reise durch die Geschlechter, regia di Monika Treut (USA, Germania)
- Goat, regia di Andrew Neel (USA)
- Grüße aus Fukushima, regia di Doris Dörrie (Germania)
- Hedwig - La diva con qualcosa in più (Hedwig and the Angry Inch), regia di John Cameron Mitchell (USA)
- La helada negra, regia di Maximiliano Schonfeld (Argentina)
- Hotel Dallas, regia di Sherng-Lee Huang e Livia Ungur (Romania, USA)
- Indignazione (Indignation), regia di James Schamus (USA, Cina)
- Inside the Chinese Closet, regia di Sophia Luvara (Paesi Bassi, Cina)
- Já, Olga Hepnarová, regia di Petr Kazda e Tomás Weinreb (Repubblica Ceca, Polonia, Slovacchia, Francia)
- Je, tu, il, elle, regia di Chantal Akerman (Francia, Belgio)
- Jonathan, regia di Piotr J. Lewandowski (Germania)
- Jug-yeo-ju-neun Yeo-ja, regia di Je-yong Lee (Corea del Sud)
- Junction 48, regia di Udi Aloni (Israele, Germania, USA)
- Kater, regia di Händl Klaus (Austria)
- Kiki, regia di Sara Jordenö (Svezia, USA)
- Lantouri, regia di Reza Dormishian (Iran)
- Looking for Langston, regia di Isaac Julien (Regno Unito)
- The Lovers and the Despot, regia di Ross Adam e Robert Cannan (Regno Unito)
- Machboim, regia di Dan Wolman (Israele)
- Mãe Só Há Uma, regia di Anna Muylaert (Brasile)
- Mapplethorpe: Look at the Pictures, regia di Fenton Bailey e Randy Barbato (USA, Germania)
- Mariupolis, regia di Mantas Kvedaravicius (Lituania, Germania, Francia, Ucraina)
- Nakom, regia di Kelly Daniela Norris e T.W. Pittman (Ghana, USA)
- Nitrate Kisses, regia di Barbara Hammer (USA)
- Nunca vas a estar solo, regia di Alex Anwandter (Cile)
- The Ones Below, regia di David Farr (Regno Unito)
- Der Ost-Komplex, regia di Jochen Hick (Germania)
- Parting Glances, regia di Bill Sherwood (USA)
- Il piano di Maggie - A cosa servono gli uomini (Maggie's Plan), regia di Rebecca Miller (USA)
- Les premiers les derniers, regia di Bouli Lanners (Francia, Belgio)
- Ranenyy angel, regia di Emir Baigazin (Germania, Francia, Kazakistan)
- Remainder, regia di Omer Fast (Regno Unito, Germania)
- El rey del Once, regia di Daniel Burman (Argentina)
- La route d'Istanbul, regia di Rachid Bouchareb (Francia, Belgio)
- San fu tian, regia di Jordan Schiele (Cina)
- Shelley, regia di Ali Abbasi (Danimarca, Svezia)
- Shepherds and Butchers, regia di Oliver Schmitz (Sudafrica, USA, Germania)
- S one strane, regia di Zrinko Ogresta (Croazia, Serbia)
- Starve Your Dog, regia di Hicham Lasri (Marocco)
- Strike a Pose, regia di Ester Gould e Reijer Zwaan (Paesi Bassi, Belgio)
- Sufat Chol, regia di Elite Zexer (Israele, Germania)
- Théo et Hugo dans le même bateau, regia di Olivier Ducastel e Jacques Martineau (Francia)
- Tongues Untied, regia di Marlon Riggs (USA)
- Toute une nuit, regia di Chantal Akerman (Belgio, Francia, Paesi Bassi, Canada)
- Tras el cristal, regia di Agustí Villaronga (Spagna)
- Uncle Howard, regia di Aaron Brookner (Regno Unito, USA)
- The Watermelon Woman, regia di Cheryl Dunye (USA)
- While the Women Are Sleeping, regia di Wayne Wang (Giappone)
- Who's Gonna Love Me Now?, regia di Tomer e Barak Heymann (Israele, Regno Unito)
- Wi-ken-jeu, regia di Dong-ha Lee (Corea del Sud)
- Die Wiese der Sachen, regia di Heinz Emigholz (Germania Ovest)
- Wu Tu: My land, regia di Jian Fan (Cina)
- Zona Norte, regia di Monika Treut (Germania)

### Forum
- Akher ayam el madina, regia di Tamer El Said (Egitto, Germania, Regno Unito, Emirati Arabi Uniti)
- And-Ek Ghes..., regia di Philip Scheffner e Colorado Velcu (Germania)
- Le avventure del ragazzo del palo elettrico (Denchû kozô no bôken), regia di Shin'ya Tsukamoto (Giappone)
- Baden Baden, regia di Rachel Lang (Belgio, Francia)
- Barakah yoqabil Barakah, regia di Mahmoud Sabbagh (Arabia Saudita)
- Bein gderot, regia di Avi Mograbi (Israele, Francia)
- Chamissos Schatten, regia di Ulrike Ottinger (Germania, Austria, Svizzera)
- Chu Tai Chiu Fung, regia di Jevons Au, Frank Hui e Wai-Kit Wong (Hong Kong, Cina)
- Deadweight, regia di Axel Koenzen (Germania, Finlandia)
- Doomed Love: A Journey Through German Genre Films (Verfluchte Liebe deutscher Film), regia di Dominik Graf e Johannes Sievert (Germania, Francia)
- Dubina dva, regia di Ognjen Glavonic (Serbia, Montenegro)
- Eldorado XXI, regia di Salomé Lamas (Portogallo, Francia)
- Eliksir, regia di Daniil Zinchenko (Russia)
- The End, regia di Guillaume Nicloux (Francia)
- Fantastic, regia di Offer Egozy (USA)
- Fei cui zhi cheng, regia di Midi Z (Taiwan, Birmania)
- Le fils de Joseph, regia di Eugène Green (Francia, Belgio)
- Die Geträumten, regia di Ruth Beckermann (Austria)
- Hanasareru Gang, regia di Nobuhiro Suwa (Giappone)
- Happiness Avenue, regia di Katsuyuki Hirano (Giappone)
- Havarie, regia di Philip Scheffner (Germania, Francia)
- Hee, regia di Kaori Momoi (Giappone)
- High-School-Terror, regia di Macoto Tezuka (Giappone)
- Homo sapiens, regia di Nikolaus Geyrhalter (Svizzera, Germania, Austria)
- How Heavy This Hammer, regia di Kazik Radwanski (Canada)
- Ore wa Sono Sion da!, regia di Sion Sono (Giappone)
- Ilegitim, regia di Adrian Sitaru (Romania, Polonia, Francia)
- Inertia, regia di Idan Haguel (Israele)
- Hachijyu-Hachi-Man Bun no Ichi no Kodoku, regia di Sogo Ishii (Giappone)
- Kate Plays Christine, regia di Robert Greene (USA)
- Landstück, regia di Volker Koepp (Germania)
- Lao shi, regia di Johnny Ma (Cina, Canada)
- Liliom ösvény, regia di Benedek Fliegauf (Ungheria, Germania, Francia)
- A Magical Substance Flows Into Me, regia di Jumana Manna (Stato di Palestina)
- Makhdoumin, regia di Maher Abi Samra (Libano, Francia, Norvegia, Emirati Arabi Uniti)
- Manazil bela abwab, regia di Avo Kaprealian (Siria, Libano)
- Maquinaria Panamericana, regia di Joaquin del Paso (Messico, Polonia)
- Nikdy nejsme sami, regia di Petr Václav (Repubblica Ceca, Francia)
- Otoko no hanamichi, regia di Sion Sono (Giappone)
- Posto-Avançado do Progresso, regia di Hugo Vieira da Silva (Portogallo)
- P.S. Jerusalem, regia di Danae Elon (Canada, Israele)
- The Rain Women, regia di Shinobu Yaguchi (Giappone)
- The Revolution Won't Be Televised, regia di Rama Thiaw (Senegal)
- Rio Corgo, regia di Sérgio Da Costa e Maya Kosa (Svizzera, Portogallo)
- A Road, regia di Daichi Sugimoto (Giappone)
- Rudolf Thome - Überall Blumen, regia di Serpil Turhan (Germania)
- Saint Terrorism, regia di Masashi Yamamoto (Giappone)
- Les sauteurs, regia di Abou Bakar Sidibé, Moritz Siebert e Estephan Wagner (Danimarca)
- Short Stay, regia di Ted Fendt (USA)
- Ta'ang, regia di Bing Wang (Hong Kong, Francia)
- Tales of Two Who Dreamt, regia di Andrea Bussmann e Nicolás Pereda (Canada, Messico)
- Tempestad, regia di Tatiana Huezo (Messico)
- Tokyo Cabbageman K, regia di Akira Ogata (Giappone)
- Toz Bezi, regia di Ahu Ozturk (Turchia, Germania)
- Unk, regia di Macoto Tezuka (Giappone)
- Vlaznost, regia di Nikola Ljuca (Serbia, Paesi Bassi, Grecia)
- Yarden, regia di Måns Månsson (Svezia, Germania)
- Zhi fan ye mao, regia di Zhang Hanyi (Cina)

### Generation
- 6A, regia di Peter Modestij (Svezia)
- Ani ve snu!, regia di Petr Oukropec (Repubblica Ceca, Bulgaria, Slovacchia)
- Aurelia y Pedro, regia di José Permar e Omar Robles (Messico)
- Avant les rues, regia di Chloé Leriche (Canada)
- Balcony, regia di Toby Fell-Holden (Regno Unito)
- The Ballad of Immortal Joe, regia di Hector Herrera (Canada)
- Berlin Metanoia, regia di Erik Schmitt (Germania)
- Blind Vaysha, regia di Theodore Ushev (Canada)
- Born to Dance, regia di Tammy Davis (Nuova Zelanda)
- The Boyfriend Game, regia di Alice Englert (Australia)
- Carousel, regia di Kal Weber (Regno Unito)
- Cats & Dogs, regia di Jesús Pérez e Gerd Gockell (Germania, Svizzera)
- Chopping Onions, regia di Adinah Dancyger (USA)
- Crystal Lake, regia di Jennifer Reeder (USA)
- Das Tagebuch der Anne Frank, regia di Hans Steinbichler (Germania)
- El Edén, regia di Andrés Ramírez Pulido (Colombia)
- En la azotea, regia di Damià Serra Cauchetiez (Spagna)
- Ente gut!, regia di Norbert Lechner (Germania)
- Es esmu šeit, regia di Renārs Vimba (Lettonia)
- Genç pehlivanlar, regia di Mete Gümürhan (Turchia, Paesi Bassi)
- Girl Asleep, regia di Rosemary Myers (Australia)
- Hei chu you shen me, regia di Yichun Wang (Cina)
- El inicio de Fabrizio, regia di Mariano Biasin (Argentina)
- Jacked, regia di Rene Pannevis (Regno Unito)
- Jamais contente, regia di Emilie Deleuze (Francia)
- Kill Your Dinner, regia di Bryn Chainey (Australia)
- Kroppen är en ensam plats, regia di Ida Lindgren (Svezia)
- Léchez-nous, Miaou, Miaou!, regia di Marie de Maricourt (Svizzera)
- Life on the Border, regia di Mahmod Ahmad, Ronahi Ezaddin, Sami Hossein, Delovan Kekha, Hazem Khodeideh, Diar Omar, Zohour Saeid e Basmeh Soleiman (Iraq, Siria)
- Lili, regia di Siri Melchior (Danimarca, Regno Unito)
- Little Doll, regia di Kate Dolan (Irlanda)
- Little Men, regia di Ira Sachs (USA, Grecia, Brasile)
- Mamma vet bäst, regia di Mikael Bundsen (Svezia)
- Ma révolution, regia di Ramzi Ben Sliman (Francia)
- Mavi bisiklet, regia di Ümit Köreken (Turchia)
- Mushkie, regia di Aleeza Chanowitz (Israele)
- Neiwa, regia di Abraham Cruz Herrera e Javier Vázquez Cervantes (Messico)
- Nina, regia di Emmanuel Elliah e Maria Körkel (Belgio)
- Ninnoc, regia di Niki Padidar (Paesi Bassi)
- O noapte in Tokoriki, regia di Roxana Stroe (Romania)
- Ottaal, regia di Jayaraaj (India)
- Las plantas, regia di Roberto Doveris (Cile)
- Rara - Una strana famiglia (Rara), regia di Pepa San Martín (Cile, Argentina)
- Rauf, regia di Soner Caner e Baris Kaya (Turchia)
- Refugee Blues, regia di Stephan Bookas e Tristan Daws (Regno Unito, Francia)
- Le renard minuscule, regia di Aline Quertain e Sylwia Szkiladz (Svizzera, Belgio, Francia)
- Royahaye dame sobh, regia di Mehrdad Oskouei (Iran)
- Sairat, regia di Nagraj Manjule (India)
- Semele, regia di Myrsini Aristidou (USA, Cipro, Grecia)
- Sensiz, regia di Nariman Aliev (Ucraina)
- Simons Cat 'Off to the Vet', regia di Simon Tofieldd (Regno Unito)
- Siv sover vilse, regia di Catti Edfeldt e Lena Hanno (Svezia, Paesi Bassi)
- Skatekeet, regia di Edward Cook (Paesi Bassi)
- Solan og Ludvig - Jul i Flåklypa, regia di Rasmus A. Sivertsen (Norvegia)
- El soñador, regia di Adrián Saba (Perù)
- Spoetnik, regia di Noël Loozen (Paesi Bassi)
- Take Your Partners, regia di Siri Rødnes (Regno Unito)
- Ted Sieger's Molly Monster - Der Kinofilm, regia di Matthias Bruhn, Michael Ekbladh e Ted Sieger (Svizzera, Germania, Svezia)
- That Day, regia di Stephanie Ard (USA)
- Tryapichnyy soyuz, regia di Mikhail Mestetskiy (Russia)
- Valderama, regia di Abbas Amini (Iran)
- U-ri-deul, regia di Ga-eun Yoon (Corea del Sud)
- Zeezucht, regia di Marlies van der Wel (Paesi Bassi)
- Zhaleika, regia di Eliza Petkova (Germania, Bulgaria)
- Zud, regia di Marta Minorowicz (Germania, Polonia)

### Perspektive Deutsches Kino
- Agonie, regia di David Clay Diaz (Germania, Austria)
- Las cuatro esquinas del círculo, regia di Katarina Stankovic (Germania)
- Einer von uns, regia di Stephan Richter (Austria)
- Fluchtrecherchen, regia di Sophia Bösch e Sophie Linnenbaum (Germania)
- Hinter dem Schneesturm, regia di Levin Peter (Germania)
- Liebmann, regia di Jules Herrmann (Germania)
- Lotte, regia di Julius Schultheiß (Germania)
- Meteorstraße, regia di Aline Fischer (Germania)
- Noi siamo la marea (Wir sind die Flut), regia di Sebastian Hilger (Germania)
- Pallasseum - Unsichtbare Stadt, regia di Manuel Inacker (Germania)
- Die Prüfung, regia di Till Harms (Germania)
- A Quiet Place, regia di Ronny Dörfler (Germania, Romania)
- Toro, regia di Martin Hawie (Germania)
- Valentina, regia di Maximilian Feldmann (Germania)
- Wer ist Oda Jaune?, regia di Kamilla Pfeffer (Germania)

### Retrospettiva
- ...dann springt mein Herz, regia di Gitta Nickel (Germania Est)
- ...und dann bye bye, regia di Marran Gosov (Germania Ovest)
- Abstand, regia di Jeanine Meerapfel (Germania Ovest)
- Artikel, regia di Werner Nekes (Germania Ovest)
- Die Aussicht, regia di Kurt Krigar (Germania Ovest)
- Berlin Klammer auf Ost Klammer zu, regia di Fritz Illing e Werner Klett (Germania Ovest)
- Berlin um die Ecke, regia di Gerhard Klein (Germania Est)
- Der Brief, regia di Vlado Kristl (Germania Ovest)
- La difesa esemplare della fortezza di Deutschkreutz (Die beispiellose Verteidigung der Festung Deutschkreutz), regia di Werner Herzog (Germania Ovest)
- Duell, regia di Klaus Lemke (Germania Ovest)
- Elf Jahre alt, regia di Winfried Junge (Germania Est)
- Entscheidung fürs Lernen, regia di Peter Ulbrich (Germania Est)
- Es, regia di Ulrich Schamoni (Germania Ovest)
- Es genügt nicht 18 zu sein, regia di Kurt Tetzlaff (Germania Est)
- Ferrari, regia di Michael Klier (Germania Ovest)
- Frauen in Deutschland. Thilo Koch berichtet, regia di Peter Otto (Germania Ovest)
- Fräulein Schmetterling, regia di Kurt Barthel (Germania Est)
- Generazione 45 (Jahrgang '45), regia di Jürgen Böttcher (Germania Est)
- Guten Tag, das sind wir, regia di Kurt Tetzlaff (Germania Est) - Versione censurata di Es genügt nicht 18 zu sein.[1]
- Hoffnung - Fünfmal am Tag, regia di Hans-Dieter Grabe (Germania Ovest)
- Jeder ein Berliner Kindl, regia di Harun Farocki (Germania Ovest)
- Jimmy Orpheus, regia di Roland Klick (Germania Ovest)
- Karla, regia di Herrmann Zschoche (Germania Est)
- Katz und Maus, regia di Hans Jürgen Pohland (Germania Ovest, Polonia)
- Klammer auf, Klammer zu, regia di Hellmuth Costard (Germania Ovest)
- Die Koffer des Felix Lumpach, regia di Gerd Winkler (Germania Ovest)
- Kopfstand Madam!, regia di Christian Rischert (Germania Ovest)
- Mahlzeiten, regia di Edgar Reitz (Germania Ovest)
- Die Mannschaft, regia di Kurt Tetzlaff (Germania Est)
- Manöver, regia di May Spils (Germania Ovest)
- Maschine, regia di Wolfgang Urchs (Germania Ovest)
- Memento, regia di Karlheinz Mund (Germania Est)
- Pankoff, regia di Harry Hornig (Germania Est)
- Paul Dessau, regia di Richard Cohn-Vossen (Germania Est)
- Playgirl, regia di Will Tremper (Germania Ovest)
- Das Portrait, regia di May Spils (Germania Ovest)
- Preis der Freiheit, regia di Egon Monk (Germania Ovest)
- Projekt Katz und Maus, regia di Michael Klier (Germania Ovest)
- Periodo di riguardo per volpi (Schonzeit für Füchse), regia di Peter Schamoni (Germania Ovest)
- La ragazza senza storia (Abschied von gestern), regia di Alexander Kluge (Germania Ovest)
- Die Reise nach Sundevit, regia di Heiner Carow (Germania Est)
- Der sanfte Lauf, regia di Haro Senft (Germania Ovest)
- Smith, James O. - Organist, USA, regia di Klaus Wildenhahn (Germania Ovest)
- Sonnabend, 17 Uhr, regia di Ula Stöckl (Germania Ovest)
- Spur der Steine, regia di Frank Beyer (Germania Est)
- Subjektitüde, regia di Helke Sander (Germania Ovest)
- I turbamenti del giovane Torless (Der junge Törless), regia di Volker Schlöndorff (Germania Ovest, Francia)
- Il vagabondo (Der Stadtstreicher), regia di Rainer Werner Fassbinder (Germania Ovest)
- Die Verantwortlichen, regia di Kurt Tetzlaff (Germania Est)
- Der verlorene Engel, regia di Ralf Kirsten (Germania Est)
- Der weiße Hopfengarten, regia di Wolfgang Ramsbott (Germania Ovest)
- Wink vom Nachbarn, regia di Harry Hornig (Germania Est)

### Homage
- 3096 Tage, regia di Sherry Hormann (Germania)
- Il colore dei soldi (The Color of Money), regia di Martin Scorsese (USA)
- Una donna in carriera (Working Girl), regia di Mike Nichols (USA)
- Dracula di Bram Stoker (Bram Stoker's Dracula), regia di Francis Ford Coppola (USA)
- L'età dell'innocenza (The Age of Innocence), regia di Martin Scorsese (USA)
- I favolosi Baker (The Fabulous Baker Boys), regia di Steve Kloves (USA)
- Gangs of New York, regia di Martin Scorsese (USA, Italia)
- Martha, regia di Rainer Werner Fassbinder (Germania Ovest)
- Il matrimonio di Maria Braun (Die Ehe der Maria Braun), regia di Rainer Werner Fassbinder (Germania Ovest)
- Quei bravi ragazzi (Goodfellas), regia di Martin Scorsese (USA)
- Quiz Show, regia di Robert Redford (USA)

### Berlinale Classics
- Città amara (Fat City), regia di John Huston (USA)
- Ni luo he nu er, regia di Hou Hsiao-hsien (Taiwan)
- The Road Back, regia di James Whale (USA)
- Die Russen kommen, regia di Heiner Carow (Germania Est)
- Signore delle tenebre (Der müde Tod), regia di Fritz Lang (Germania)
- Il tempo del raccolto del grano (Bakushû), regia di Yasujirō Ozu (Giappone)

### Culinary Cinema
- Ants on a Shrimp, regia di Maurice Dekkers (Paesi Bassi)
- Cafe Nagler, regia di Mor Kaplansky e Yariv Barel (Germania, Israele, Canada, Svizzera)
- Campo a través. Mugaritz, intuyendo un camino, regia di Pep Gatell (Spagna)
- Cooked (episodio Air), regia di Ryan Miller (USA)
- Cooked (episodio Fire), regia di Alex Gibney (USA)
- How to Build an Igloo, regia di Douglas Wilkinson (Canada)
- In Defense of Food, regia di Michael Schwarz (USA, Francia, Tanzania)
- Kivalina, regia di Gina Abatemarco (USA)
- Noma My Perfect Storm, regia di Pierre Deschamps (Regno Unito)
- Portret van een tuin, regia di Rosie Stapel (Paesi Bassi)
- Schwarzbunt Märchen, regia di Detlev Buck e Roger Heeremann (Germania Ovest)
- The Singhampton Project, regia di Jonathan Staav (Canada, Germania, Francia)
- Vleesverlangen, regia di Marijn Frank (Paesi Bassi)
- Vormittagsspuk, regia di Hans Richter (Germania)
- Wanton Mee, regia di Eric Khoo (Singapore)

### NATIVe - A Journey into Indigenous Cinema
- El abrazo de la serpiente, regia di Ciro Guerra (Colombia, Venezuela, Argentina)
- Inuit Knowledge and Climate Change, regia di Zacharias Kunuk e Ian Mauro (Canada)

## Premi

### Premi della giuria internazionale

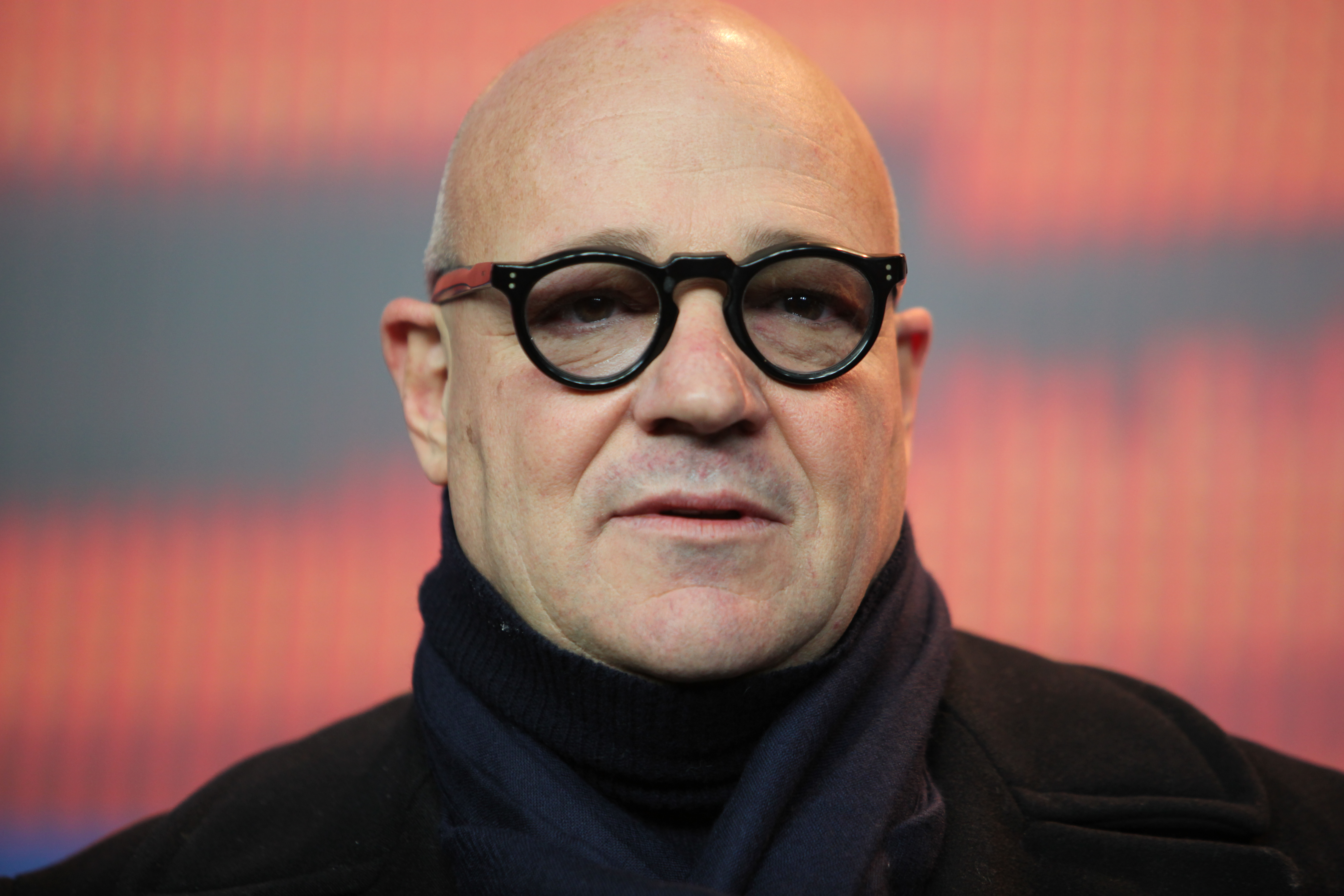
Il vincitore dell'Orso d'oro Gianfranco Rosi

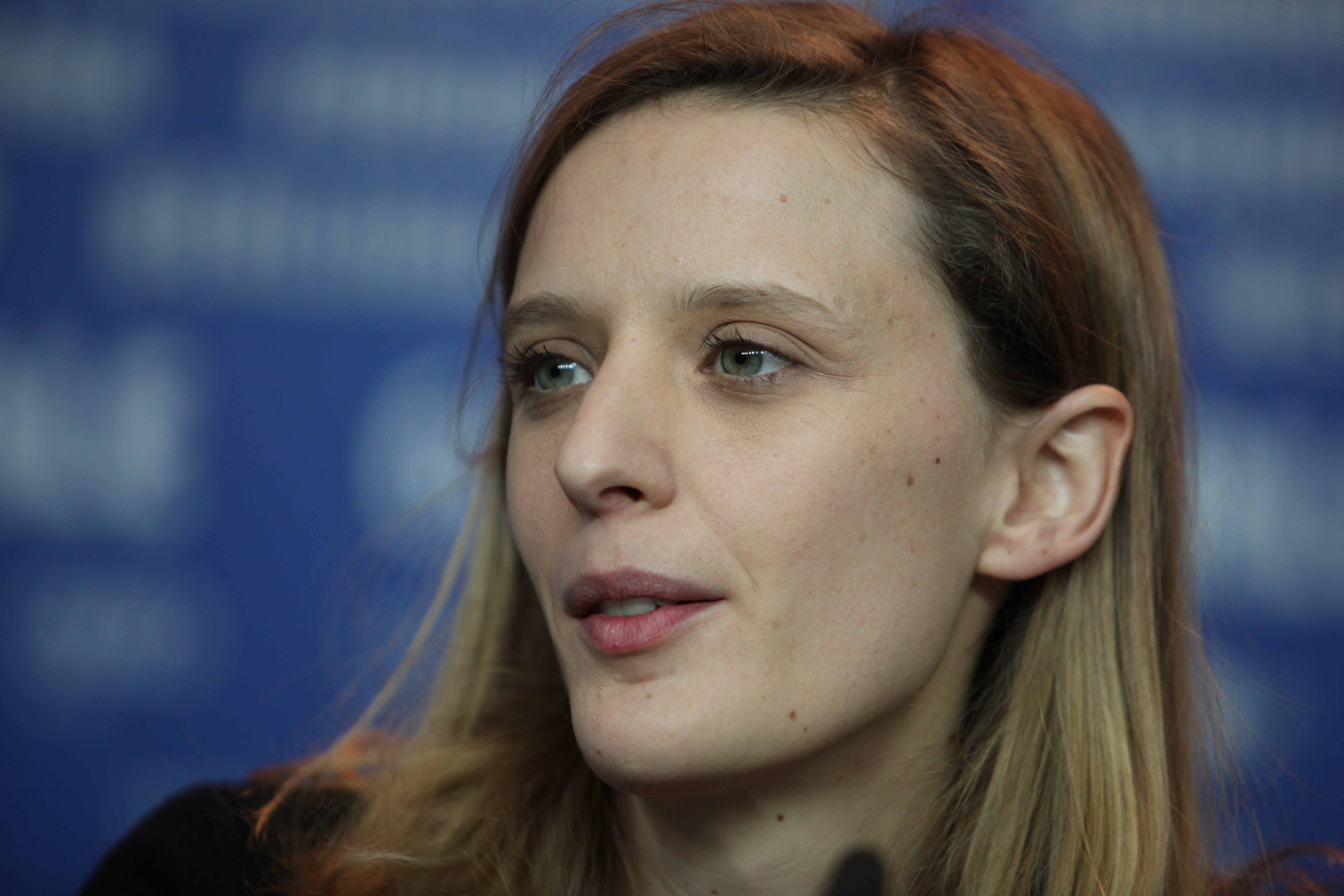
Mia Hansen-Løve, miglior regista per Le cose che verranno

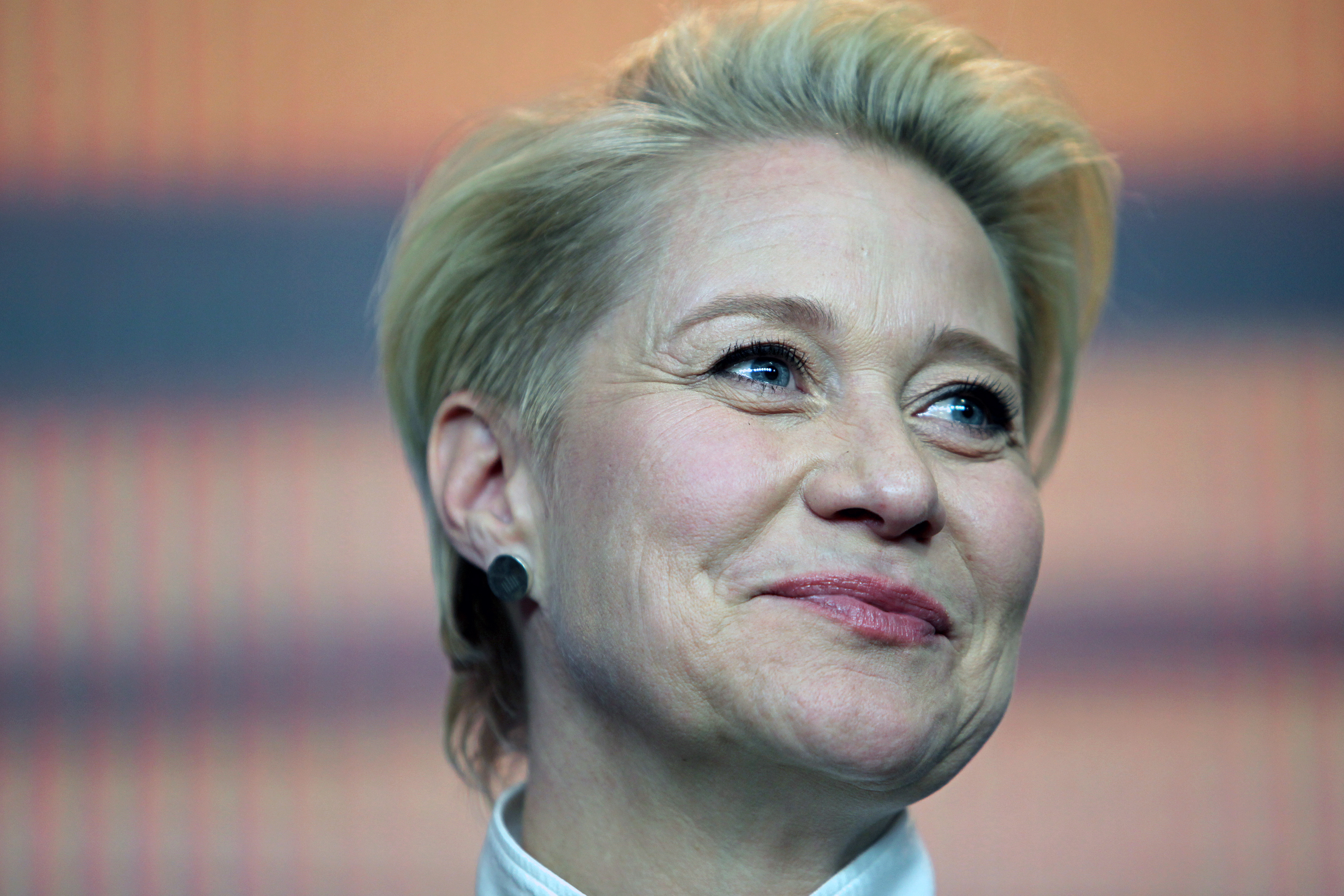
Trine Dyrholm, miglior attrice per La comune

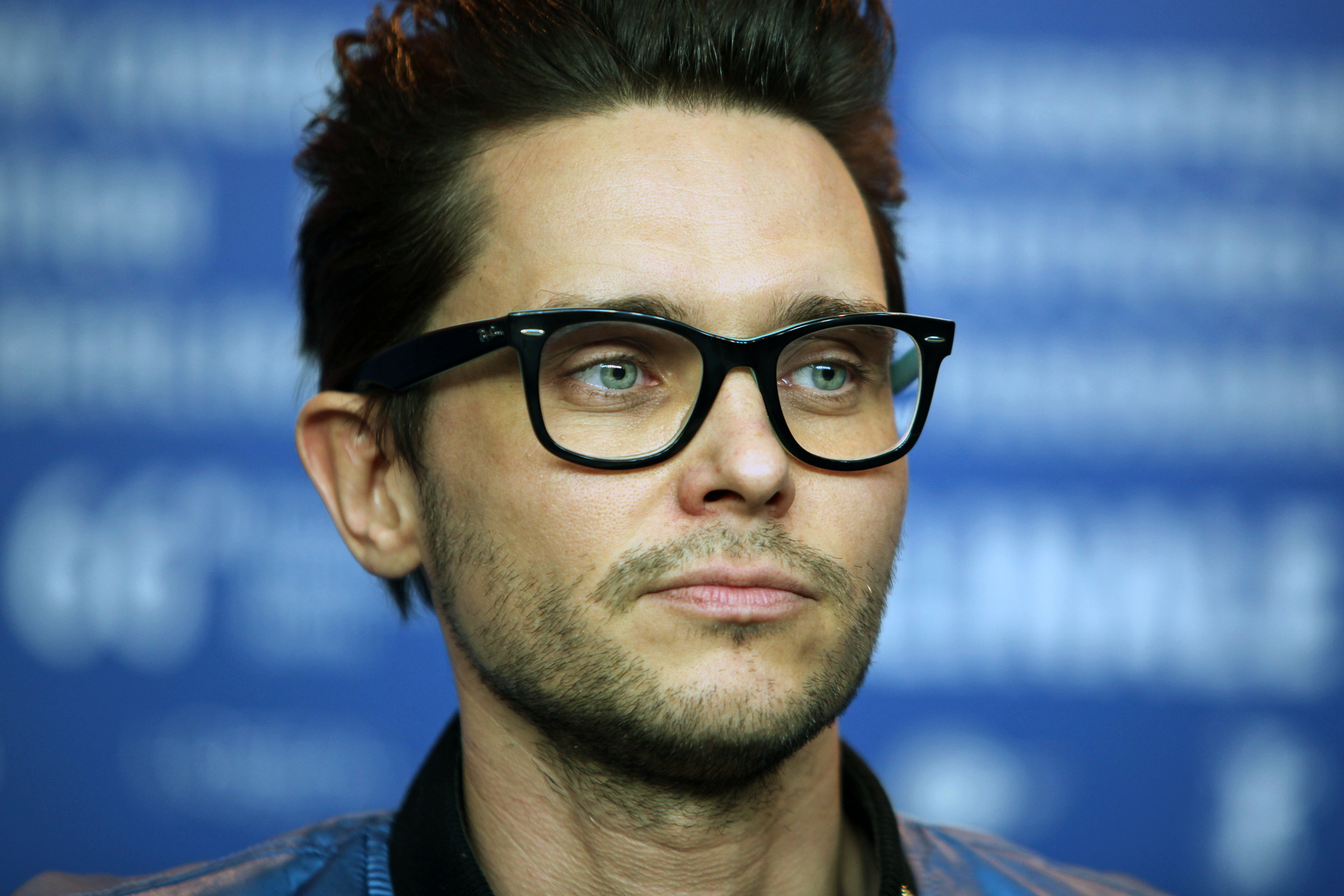
Tomasz Wasilewski, Orso d'argento per la migliore sceneggiatura di United States of Love

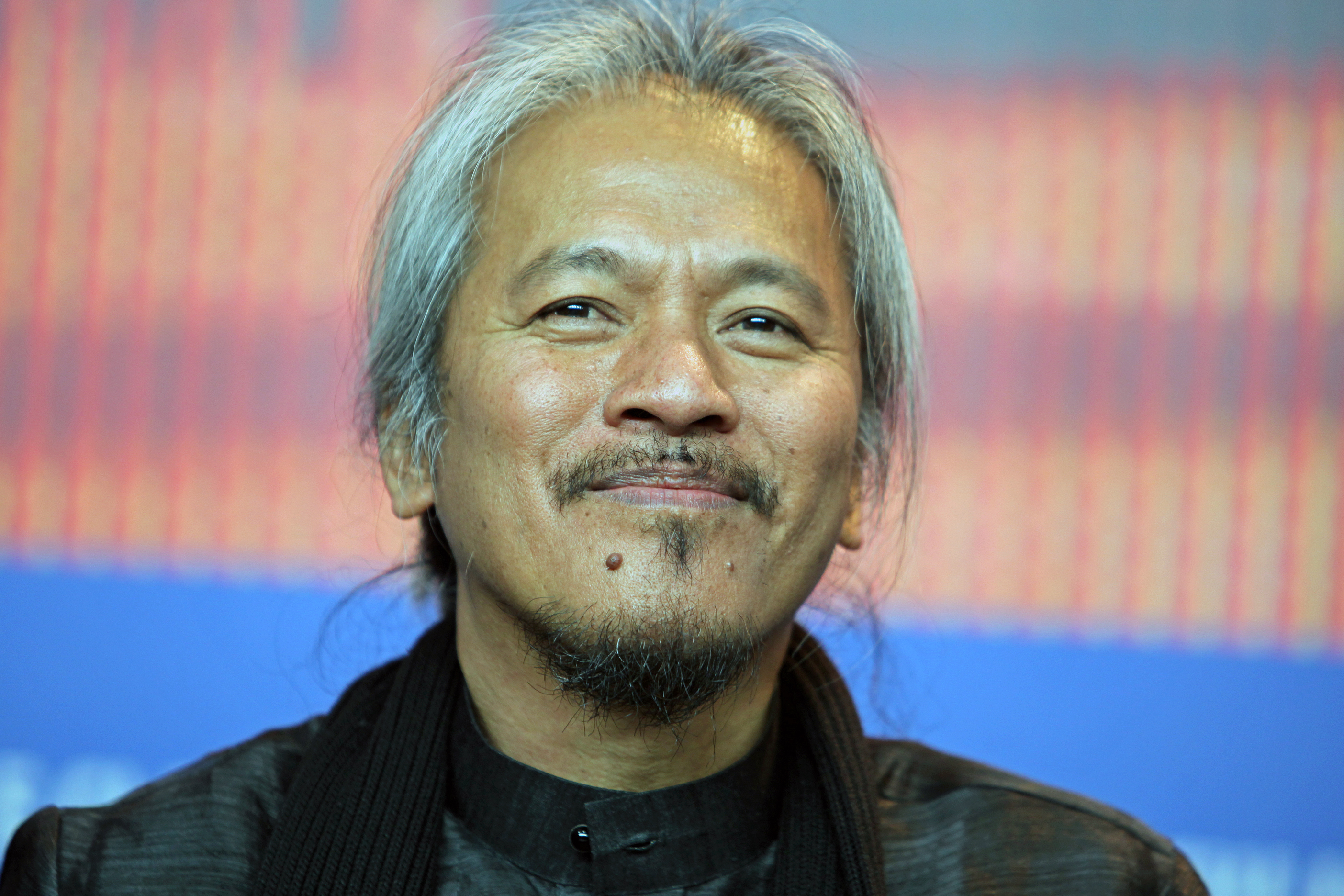
Il regista Lav Diaz, Premio Alfred Bauer per Hele sa hiwagang hapis

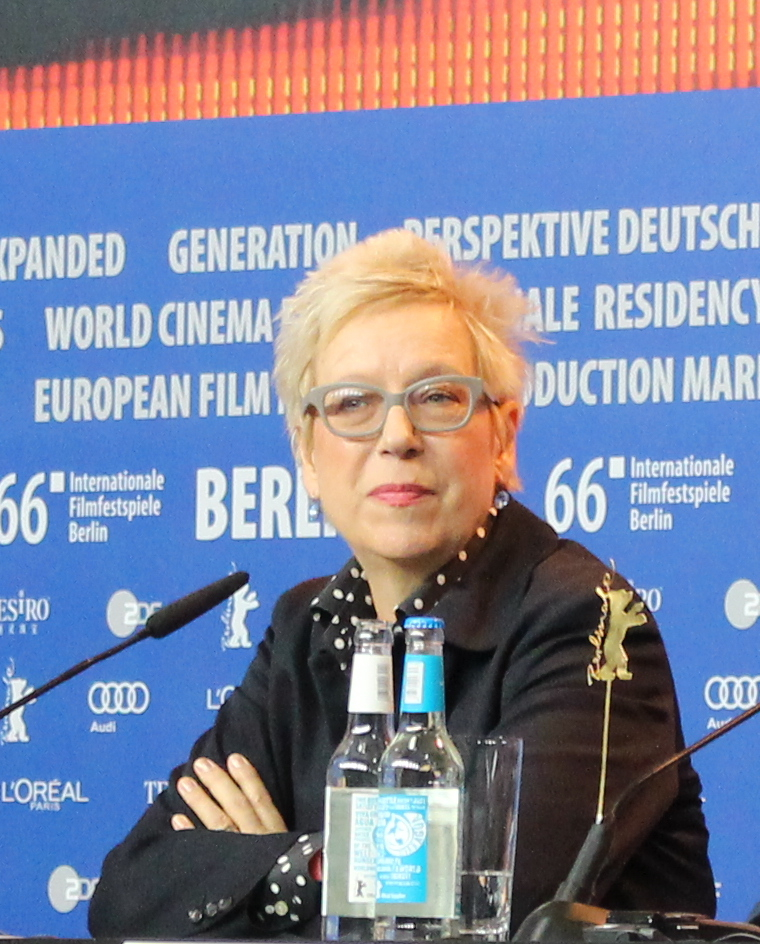
La regista Dorris Dörrie, Premio CICAE per Grüße aus Fukushima

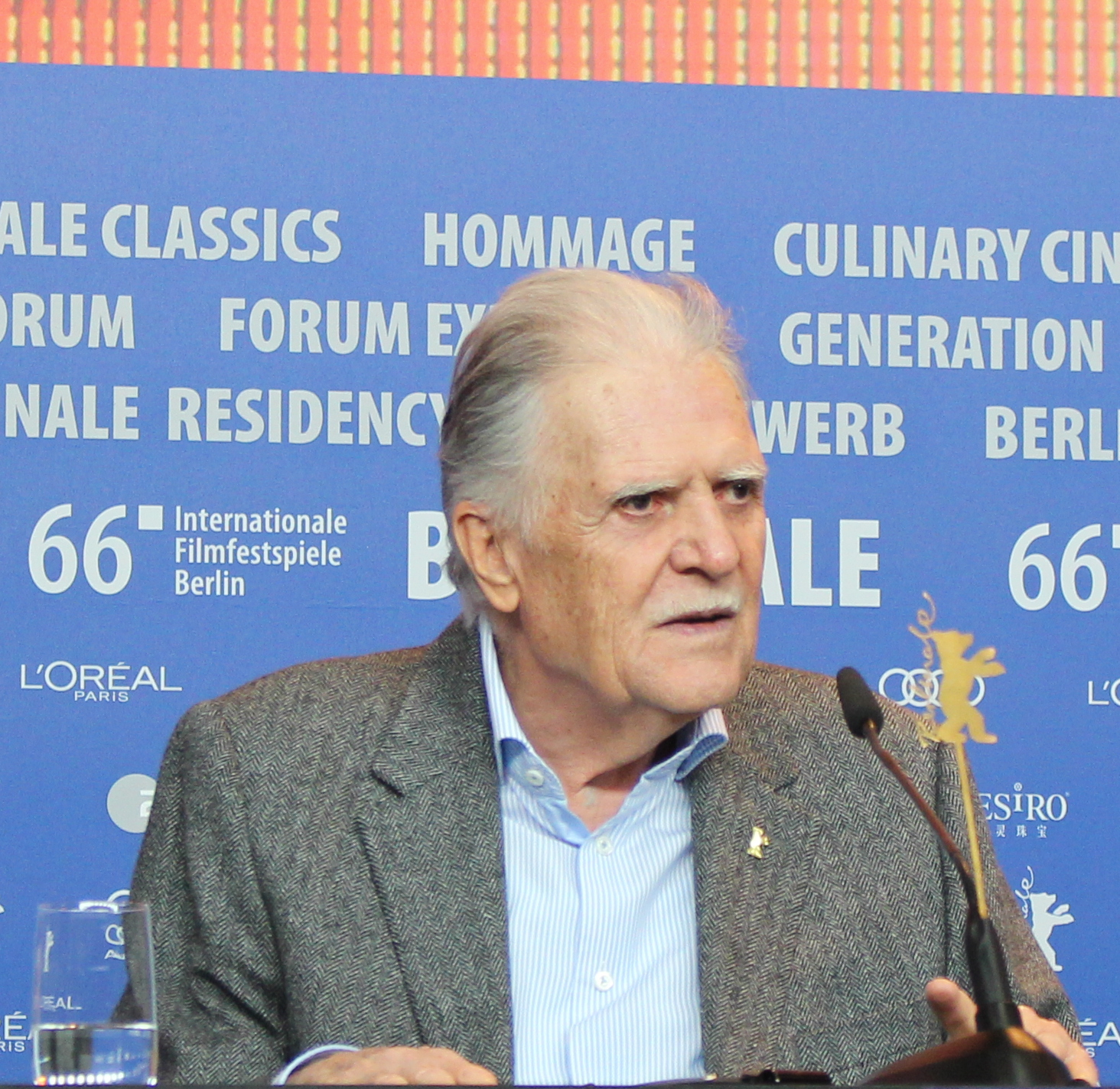
Il direttore della fotografia Michael Ballhaus, Orso d'oro alla carriera

- Orso d'oro per il miglior film: Fuocoammare di Gianfranco Rosi
- Orso d'argento per il miglior regista: Mia Hansen-Løve per Le cose che verranno
- Orso d'argento per la migliore attrice: Trine Dyrholm per La comune
- Orso d'argento per il miglior attore: Majd Mastoura per Hedi
- Orso d'argento per la migliore sceneggiatura: Tomasz Wasilewski per Le donne e il desiderio
- Orso d'argento per il miglior contributo artistico: Mark Lee Ping Bin per la fotografia di Crosscurrent
- Orso d'argento, gran premio della giuria: Death in Sarajevo di Danis Tanović
- Premio Alfred Bauer: Hele sa hiwagang hapis di Lav Diaz

### Premi onorari
- Orso d'oro alla carriera: Michael Ballhaus
- Berlinale Kamera: Ben Barenholtz, Tim Robbins, Marlies Kirchner

### Premi della giuria "Opera prima"
- Miglior opera prima: Hedi di Mohamed Ben Attia

### Premi della giuria "Cortometraggi"
- Orso d'oro per il miglior cortometraggio: Balada de um Batráquio di Leonor Teles
- Orso d'argento, premio della giuria (cortometraggi): A Man Returned di Mahdi Fleifel
- Berlin Short Film Nominee for the European Film Awards: A Man Returned di Mahdi Fleifel
- Audi Short Film Award: Jin zhi xia mao di Wei Liang Chiang

### Premi delle giurie "Generation"
- Children's Jury Generation Kplus
- Orso di cristallo per il miglior film: Ottaal di Jayaraaj
- Menzione speciale: Jamais contente di Emilie Deleuze
- Orso di cristallo per il miglior cortometraggio: El inicio de Fabrizio di Mariano Biasin
- Menzione speciale: Ninnoc di Niki Padidar

- International Jury Generation Kplus
- Grand Prix per il miglior film: Rara - Una strana famiglia di Pepa San Martín
- Menzione speciale: Genç pehlivanlar di Mete Gümürhan
- Special Prize per il miglior cortometraggio: Semele di Myrsini Aristidou
- Menzione speciale: Aurelia y Pedro di José Permar e Omar Robles

- Youth Jury Generation 14plus
- Orso di cristallo per il miglior film: Es esmu šeit di Renārs Vimba
- Menzione speciale: Las plantas di Roberto Doveris
- Orso di cristallo per il miglior cortometraggio: Balcony di Toby Fell-Holden
- Menzione speciale: Kroppen är en ensam plats di Ida Lindgren

- International Jury Generation 14plus
- Grand Prix per il miglior film: Las plantas di Roberto Doveris
- Menzione speciale: Zhaleika di Eliza Petkova
- Special Prize per il miglior cortometraggio: O noapte in Tokoriki di Roxana Stroe
- Menzione speciale: Kroppen är en ensam plats di Ida Lindgren

### Premi delle giurie indipendenti
- Premio Guild of German Art House Cinemas: 24 Weeks di Anne Zohra Berrached
- Peace Film Prize: Makhdoumin di Maher Abi Samra
- Premio Heiner Carow: Grüße aus Fukushima di Doris Dörrie
- Premio della giuria ecumenica:
  - Competizione: Fuocoammare di Gianfranco Rosi
  - Panorama: Les Premiers, les Derniers di Bouli Lanners
  - Forum: ex aequo Barakah yoqabil Barakah di Mahmoud Sabbagh e Les Sauteurs di Abou Bakar Sidibé, Moritz Siebert e Estephan Wagner
- Premio FIPRESCI:
  - Competizione: Death in Sarajevo di Danis Tanović
  - Panorama: Aloys di Tobias Nölle
  - Forum: The Revolution Won't Be Televised di Rama Thiaw
- Premio CICAE:
  - Panorama: Grüße aus Fukushima di Doris Dörrie
  - Forum: Ilegitim di Adrian Sitaru
- Label Europa Cinemas:
  - Les premiers, les derniers di Bouli Lanners
  - Menzione speciale: Auf Einmal di Asli Özge e S one strane di Zrinko Ogresta
- Premio Caligari:
  - Akher ayam el madina di Tamer El Said
  - Menzione speciale: Tempestad di Tatiana Huezo e The Revolution Won't Be Televised di Rama Thiaw
- Amnesty International Film Prize:
  - Competizione: Fuocoammare di Gianfranco Rosi
  - Generation: Royahaye dame sobh di Mehrdad Oskouei
- Teddy Award:
  - Miglior lungometraggio: Kater di Händl Klaus
  - Miglior documentario: Kiki di Sara Jordenö
  - Miglior cortometraggio: Moms on Fire di Joanna Rytel
  - Premio della giuria: Nunca vas a estar solo di Alex Anwandter
  - Premio del pubblico: Théo et Hugo dans le même bateau di Olivier Ducastel e Jacques Martineau
  - Premio dei lettori di Männer: Mãe Só Há Uma di Anna Muylaert
  - Premio speciale: Christine Vachon

### Premi dei lettori e del pubblico
- Premio del pubblico - Panorama:
  - Film: Junction 48 di Udi Aloni
  - Documentario: Who's Gonna Love Me Now? di Tomer e Barak Heymann
- Premio dei lettori del Berliner Mongerpost: Fuocoammare di Gianfranco Rosi
- Premio dei lettori del Tagesspiegel: Nikdy nejsme sami di Petr Václav